# Гловачув (гміна)
Гміна Гловачув (пол. Gmina Głowaczów) — місько-сільська гміна у центральній Польщі. Належить до Козеницького повіту Мазовецького воєводства.
Станом на 31 грудня 2011 у гміні проживало 7510 осіб.

## Площа
Згідно з даними за 2007 рік площа гміни становила 186.26 км², у тому числі:
- орні землі: 67.00%
- ліси: 28.00%

Таким чином, площа гміни становить 20.31% площі повіту.

## Населення
Станом на 31 грудня 2011:
| Опис     | Загалом | Загалом | Чоловіки | Чоловіки | Жінки | Жінки |
| -------- | ------- | ------- | -------- | -------- | ----- | ----- |
| одиниця  | осіб    | %       | осіб     | %        | осіб  | %     |
| все      | 7510    | 100     | 3866     | 51.48    | 3644  | 48.52 |
| міське   | 0       | 100     | 0        |          | 0     |       |
| сільське | 7510    | 100     | 3866     | 51.48    | 3644  | 48.52 |

## Сусідні гміни
Гміна Ґловачув межує з такими гмінами: Ґрабув-над-Пилицею, Єдлінськ, Козеніце, Маґнушев, Пйонкі, Стромець, Ястшембія.